# فندق‌شکن (فیلم ۱۹۷۳)
«فندق‌شکن» (روسی: Щелкунчик) یک فیلم است که در سال ۱۹۷۳ منتشر شد.